# James Vanderbilt
James Vanderbilt  (* November 1975) ist ein US-amerikanischer Filmproduzent und Drehbuchautor.

## Leben
James Vanderbilt entstammt der amerikanischen Vanderbilt-Familie. Er ist der Sohn von Alfred Gwynne Vanderbilt III und Alison Campbell (geb. Platten). Darüber hinaus ist er ein entfernter Cousin von Anderson Cooper.
Vanderbilt studierte an der USC School of Cinema-Television (Abschluss 1999). Er tritt seit 2003 als Drehbuchautor und Produzent in Erscheinung. Für seinen bisher erfolgreichsten Film als Drehbuchautor Zodiac – Die Spur des Killers, bei dem er unter der Regie von David Fincher auch als Produzent fungierte, wurde er für sechs Filmpreise nominiert, konnte aber keine davon in eine Trophäe umsetzen. 2012 kam sein nächster Film The Amazing Spider-Man in die Kinos, bei dem er mit Steven Kloves und Alvin Sargent das Drehbuch schrieb. 2015 gab er mit Der Moment der Wahrheit sein Regiedebüt.

## Filmografie (Auswahl)
Drehbuchautor
- 2003: Der Fluch von Darkness Falls (Darkness Falls)
- 2003: Basic – Hinter jeder Lüge eine Wahrheit (Basic)
- 2003: Welcome to the Jungle (The Rundown)
- 2007: Zodiac – Die Spur des Killers (Zodiac)
- 2010: The Losers
- 2012: The Amazing Spider-Man
- 2013: White House Down
- 2014: The Amazing Spider-Man 2: Rise of Electro
- 2015: Der Moment der Wahrheit (Truth)
- 2016: Independence Day: Wiederkehr (Independence Day: Resurgence)
- 2019: Murder Mystery
- 2022: Scream
- 2023: Scream VI

Produzent
- 2003: Basic – Hinter jeder Lüge eine Wahrheit (Basic)
- 2007: Zodiac – Die Spur des Killers (Zodiac)
- 2013: White House Down
- 2015: Der Moment der Wahrheit (Truth)
- 2018: Slender Man
- 2018: Das Haus der geheimnisvollen Uhren (The House with a Clock in Its Walls)
- 2019: Ready or Not – Auf die Plätze, fertig, tot (Ready or Not)
- 2019: Murder Mystery
- 2022: Scream
- 2022: Ambulance
- 2023: Scream VI
- 2024: Abigail

Regisseur
- 2015: Der Moment der Wahrheit (Truth)

## Auszeichnungen
- 2007: Satellite Award: Nominierung in der Kategorie Bestes adaptiertes Drehbuch für Zodiac – Die Spur des Killers
- 2007: Chicago Film Critics Association Award: Nominierung in der Kategorie Bestes adaptiertes Drehbuch für Zodiac – Die Spur des Killers
- 2008: Edgar Allan Poe Awards: Nominierung in der Kategorie Bestes adaptiertes Drehbuch für Zodiac – Die Spur des Killers
- 2008: Writers Guild of America Award: Nominierung in der Kategorie Bestes adaptiertes Drehbuch für Zodiac – Die Spur des Killers